# (4080) Galinskij
(4080) Galinskij es un asteroide perteneciente al cinturón de asteroides, descubierto el 4 de agosto de 1983 por Liudmila Karachkina desde el Observatorio Astrofísico de Crimea (República de Crimea).

## Designación y nombre
Designado provisionalmente como 1983 PW. Fue nombrado Galinskij en honor al ingeniero ruso Nikolai Dmitrievich Galinskij.